# Ilford Park
Ilford Park (także Stover Park) – polski obóz przesiedleńczy w Wielkiej Brytanii otwarty w 1948 roku, zlokalizowany w Anglii, w hrabstwie Devon, nieopodal miasta Newton Abbot. Ośrodek funkcjonuje do dziś jako dom opieki przeznaczony dla weteranów, którzy służyli w Polskich Siłach Zbrojnych w Wielkiej Brytanii, osób narodowości polskiej zmuszonych do opuszczenia kraju w czasie wojny, a także ich małżonków. Jest to jedyna nadal działająca placówka tego rodzaju na terenie Wielkiej Brytanii. Ośrodkiem zarządza brytyjskie Ministerstwo Obrony (Ministry of Defence).

## Historia
Ilford Park był jednym z 45 ośrodków przesiedleńczych dla Polaków otwartych w Wielkiej Brytanii po zakończeniu II wojny światowej zgodnie z postanowieniami ustawy Polish Resettlement Act 1947. Obozy te stanowiły miejsce zakwaterowania osób służących w polskich formacjach wojskowych podlegających dowództwu brytyjskiemu – w Polskich Siłach Zbrojnych bądź Polskim Korpusie Przysposobienia i Rozmieszczenia, jak i innych osób narodowości polskiej, które przybyły do Wielkiej Brytanii w związku z działaniami wojennymi, a także członków rodzin takich osób.
Obóz rozlokowany został na terenie zajmowanym wcześniej przez amerykański szpital wojskowy, otwarty w 1943 roku w ramach przygotowań do alianckiej inwazji na okupowaną przez Niemców Francję. Zasadniczą część obozu stanowiły dawne zabudowania szpitalne – ceglane baraki połączone ze sobą krytymi korytarzami. Część mieszkańców zakwaterowana była w barakach blaszanych, tzw. Nissen huts.Obóz zajmował obszar 41 akrów (około 16,5 hektara). W obrębie obozu powstały m.in. sklep, kościół oraz sala taneczna. Wśród mieszkańców ośrodka oraz okolicznej ludności zyskał on przydomek „małej Polski” (Little Poland).
Na terenie obozu pierwotnie zamieszkiwało około 600 osób. Z założenia miał on charakter tymczasowy – przewidywano, że nastąpi stopniowa integracja mieszkańców ze społecznością brytyjską, w następstwie czego opuszczą oni ośrodek. Wiele osób tak uczyniło, niemniej jednak część decydowała się pozostać w ośrodku na stałe. Dotyczyło to w szczególności osób w podeszłym wieku bądź schorowanych. Dla wielu powrót do Polski nie stanowił realnej alternatywy ze względu na prawdopodobieństwo represji politycznych ze strony reżimu komunistycznego, brak pozostających przy życiu krewnych czy utratę pozostawionego w kraju majątku. Rodzinne strony osób pochodzących z Kresów Wschodnich znalazły się poza granicami nowego państwa polskiego. 
Obozy przesiedleńcze dla Polaków w Wielkiej Brytanii były stopniowo zamykane wraz z malejącą liczbą ich mieszkańców – pomiędzy 1948 a 1958 rokiem łączna liczba mieszkańców wszystkich obozów spadła z 16 249 do 3711, a liczba nadal funkcjonujących placówek zmalała do 9. Mieszkańcy zamykanych ośrodków, którzy nadal wymagali opieki, przenoszeni byli do innych. Obóz Ilford Park pozostawał otwarty, gdyż dawne zabudowania szpitalne oferowały stosunkowo wysoki standard zakwaterowania w porównaniu do innych ośrodków, które często ulokowane były na terenie dawnych baz wojskowych. W 1969 roku, wraz z zamknięciem obozu Northwick koło Blockley, Ilford Park pozostał jedyną czynną placówką tego typu na terenie Wielkiej Brytanii.
Z czasem funkcja placówki ewoluowała z obozu przesiedleńczego na ośrodek opieki nad osobami w podeszłym wieku. Rodziny z dziećmi zobowiązano do jej opuszczenia, w razie konieczności przydzielając im mieszkania socjalne. Decydującym kryterium przyjmowania nowych podopiecznych były trudności w asymilacji z szerszym społeczeństwem. Niektórzy mieszkańcy osiedli w ośrodku po kilkudziesięciu latach życia poza nim, nierzadko po śmierci małżonka czy utracie zatrudnienia.
W latach 60. działalność ośrodka poddawano porównaniom z instytucjami sprawującymi opiekę nad brytyjskimi seniorami – z jednej strony warunki mieszkaniowe w ośrodku oceniono na nieprzystające do ówczesnych standardów, z drugiej strony za wzorcowe uznano panujące wśród mieszkańców poczucie wspólnoty. W 1971 roku nazwę ośrodka oficjalnie zmieniono z „obozu” (camp) na „dom” (home – Ilford Park Polish Home), w kolejnych latach wprowadzono szereg reform na rzecz poprawy warunków bytowych podopiecznych. System grzewczy w budynkach zainstalowano w 1973 roku.
W 1990 roku w Ilford Park zamieszkiwało 128 Polaków, których średni wiek wynosił 82 lata. Pojedyncze osoby mieszkały na terenie ośrodka od początku jego istnienia. W obliczu malejącej liczby mieszkańców już w latach 70. rozważano jego zamknięcie. W latach 80. bezowocnie postulowano udostępnienie ośrodka nowo przybyłym emigrantom z Polski, którzy opuścili kraj ze względów politycznych. O umieszczenie w ośrodku ubiegała się wówczas także grupa 23 wietnamskich, katolickich rodzin, uchodźców na tle religijnym – bez rezultatu.
W związku z pogarszającym się stanem technicznym budynków w 1987 roku podjęto decyzję o budowie nowego kompleksu mieszkalnego. Projekt zrealizowano w latach 1991–1992. Nowy ośrodek pozwala na zakwaterowanie 98 osób. W jego obrębie znajduje się m.in. kaplica oraz sklep spożywczy z polskimi produktami. Dawne zabudowania wyłączono z eksploatacji i ostatecznie zburzono w 2010/2011 roku. Ośrodek zajmuje obszar 9 akrów (ok. 3,5 hektara), pozostałą część terenu sprzedano.
Działalność ośrodka podlega tym samym standardom co inne domy opieki nad osobami starszymi na terenie Wielkiej Brytanii. By sprostać wymaganiom podopiecznych, odsetek pracowników potrafiących porozumiewać się w języku polskim utrzymywany jest na poziomie co najmniej 30%. W 2016 roku średnia wieku mieszkańców ośrodka wynosiła 91 lat.

## W mediach
Jako ewenement w skali krajowej – ostatni ośrodek przesiedleńczy na terenie Wielkiej Brytanii, funkcjonujący długo po zakończeniu II wojny światowej – placówka cieszyła się zainteresowaniem brytyjskich mediów. Telewizja BBC wyprodukowała dwa programy dokumentalne poświęcone jego działalności – A Place Called Home (lata 60.) oraz Our Little Poland (1986).